# 알크메네

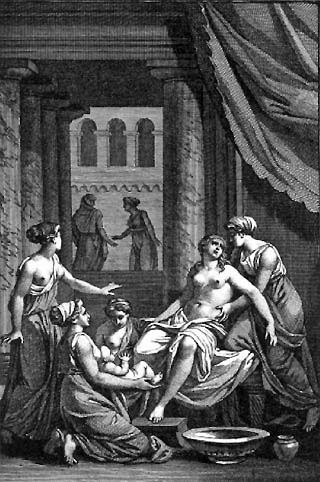
헤라클레스의 탄생.

알크메네(그리스어: Aλκμήνη)는 그리스 신화에서 암피트리온의 아내이며, 헤라클레스의 어머니였다. 미케네 3대 왕 엘렉트리온의 맏딸로 어머니는 페르세우스의 아들 알카이오스의 딸 아낙소이다. 외할머니는 탄탈로스의 아들 펠롭스의 딸 아스티다메이아이다. 아테네 왕 테세우스와는 6촌이 된다. 그녀에게는 6명의 형제와 2명의 배다른 동생이 있었다.

## 헤라클레스의 어머니
헤라클레스는 제우스가 이미 결혼한 여인인 알크메네와 동침하여 얻은 아들로 알려져 있다. 알크메네의 남편 암피트리온이 전쟁에 참가하여 집을 비운 틈을 타서 제우스는 암피트리온의 모습으로 변신하여 마치 전쟁에서 귀향하는 것인냥 알크메네를 속였다. 사실 그녀는 이미 암피트리온과의 사이에서 아들 이피클레스를 낳은 상태였다.
이날 밤 알크메네는 암피트리온으로 변신한 제우스로부터 수태하게 되었다. 이피클레스가 5살이 되던 해 둘째 아들 헤라클레스를 낳았는데, 이피클레스와 헤라클레스는 너무 닮아서 처음에는 이 둘을 구분할 수가 없었다.
장남 이피클레스에 이어 차남 헤라클레스 형제를 낳고 암피트리온의 딸 페리메데도 출산하였다. 알크메네는 뒤에 자신의 딸 페리메데를 친정 이복형제인 리킴니오스에게 시집보냈다.
헤라클레스 사후 알크메네는 사촌동생이자 헤라클레스를 박해했던 에우리스테우스의 눈을 뽑아 죽였다고도 한다. 그 뒤 엘리시온의 들판으로 가 미노스왕의 형제인 키클라데스 왕 라다만티스 1세의 아내가 되었다고도 한다. 알크메네는 사후 제우스 신전의 경내에 매장되었다.

## 같이 보기
- 헤라클레스
- 제우스
- 에우리스테우스
- 이피클레스